# Dolichomitus nitidus
Dolichomitus nitidus là một loài tò vò trong họ Ichneumonidae.